# چم صیدی وسطی
چَم صیدی وُسطی روستایی است کوهستانی در شهرستان بروجرد در استان لرستان. این روستا در دهستان همت‌آباد از توابع بخش مرکزی این شهرستان قرار دارد و آب و هوای آن سرد و کوهستانی است.

## مردمشناسی
اهالی روستای چم صیدی میانه گویش لری دارند و دامپروری شغل اصلی آنان است.

## جمعیت
بنا بر سرشماری مرکز آمار ایران، جمعیت چم صیدی میانه در سال ۱۳۸۵، برابر با ۷۵ نفر بوده‌است که از این میان ۴۳ نفر مرد و بقیه زن بوده‌اند. ۷۸٪ ساکنان چم صیدی وسطا باسوادند. این روستا ۱۵ خانوار دارد.